# Into the Blue
"Into the Blue" er en sang af den australske sangerinde Kylie Minogue fra hendes tolvte studiealbum Kiss Me Once (2014). Den blev skrevet af Kelly Sheehan, Jacob Kasher, og Mike Del Rio. Sangen blev indspillet i London på Minogues 45. fødselsdagen i maj 2013 og blev udgivet som albummets første single de 27. januar 2014.

## Komposition
"Into the Blue" er en powerpop- og electro dance-sang som indeholder instrumentering af synthesizere, keyboards og strenge. Teksterne taler om at være uafhængig, fri og glad.

## Musikvideo
Instrueret af Dawn Shadforth blev musikvideoen filmet i London i januar 2014 og udgivet den 3. februar 2014. Musikvideoen indeholder franske skuespilleren Clément Sibony som Minogues kærlighedsinteresse.

## Formater og sporliste
| Digital download 1 1. "Into the Blue" – 4:08 Digital download 2 1. "Into the Blue" – 4:08 2. "Sparks" – 3:30 Digital remix 1. "Into the Blue" (S-Man Deep Blue Remix) – 7:36 2. "Into the Blue" (Patrick Hagenaar Colour Code Remix) – 6:22 3. "Into the Blue" (Vanilla Ace Remix) – 6:22 | Remix EP 1. "Into the Blue" (Album Version) – 4:08 2. "Into the Blue" (S-Man Deep Blue Remix) – 7:36 3. "Into the Blue" (Patrick Hagenaar Colour Code Remix) – 6:22 4. "Into the Blue" (Vanilla Ace Remix) – 6:22 |

## Hitlister
| Hitliste (2014)                    | Placering |
| ---------------------------------- | --------- |
| Australien (ARIA Charts)           | 46        |
| Østrig (Ö3 Austria Top 40)         | 37        |
| Belgien (Ultratip Flandern)        | 6         |
| Belgien (Ultratip Vallonien)       | 3         |
| Finland (Suomen virallinen lista)  | 22        |
| Frankrig (SNEP)                    | 70        |
| Tyskland (Media Control Charts)    | 31        |
| Ungarn (Rádiós Top 40)             | 12        |
| Unkari (Mahasz)                    | 19        |
| Irland (Irish Singles Chart)       | 9         |
| Italien (FIMI)                     | 11        |
| Japan (Japan Hot 100)              | 11        |
| Luxemburg (Radio Luxembourg)       | 40        |
| Kroatien (Croatian Airplay Chart)  | 4         |
| Spanien (PROMUSICAE)               | 16        |
| Skotland (Official Charts Company) | 10        |
| Schweiz (Schweizer Hitparade)      | 32        |
| Storbritannien (UK Singles Chart)  | 12        |
| USA (Hot Dance Club Songs)         | 4         |
| USA (Dance/Electronic Songs)       | 26        |

## Udgivelseshistorie
| Land           | Dato            | Format               |
| -------------- | --------------- | -------------------- |
| Australien     | 27. januar 2014 | Digital download     |
| New Zealand    | 27. januar 2014 | Digital download     |
| Australien     | 28. januar 2014 | Remix EP             |
| Tyskland       | 7. marts 2014   | CD, digital download |
| Østrig         | 7. marts 2014   | CD, digital download |
| Schweiz        | 7. marts 2014   | CD, digital download |
| Irland         | 7. marts 2014   | CD, digital download |
| Storbritannien | 9. marts 2014   | CD, digital download |
| Kanada         | 11. marts 2014  | Remix EP             |
| USA            | 1. april 2014   | Digital download     |